# The Singles 86–98
The Singles 86>98 (с англ. Синглы 86>98) — сборник британского музыкального коллектива Depeche Mode, вышедший в сентябре 1998 года.

## Об альбоме

### Релиз сборника
Так же, как и аналогичный сборник The Singles 81→85, вышедший в 1985 году, этот альбом представляет собой компиляцию из прошедших ремастеринг песен, выпущенных группой в качестве синглов в период с 1986 (альбом Black Celebration) по 1997 год (альбом Ultra). Кроме того, в состав сборника была включена новая композиция «Only When I Lose Myself», выпущенная синглом 7 сентября 1998 года. Незадолго до релиза пластинки участники Depeche Mode заявили, что The Singles 86>98 охватывает, по их мнению, самый плодотворный творческий этап в истории группы.
Одновременно с выходом The Singles 86>98 на VHS состоялся релиз видеосборника The Videos 86>98. В 2002 году The Videos 86>98 был переиздан на DVD с бонусным материалом.
В 1999 году только для Европы был выпущен бокс-сет The Singles 81>98, состоящий из альбомов The Singles 81→85 и The Singles 86>98.

### Концертный тур

Афиша The Singles Tour. Тур стал первым крупным концертным мероприятием для группы со времён Devotional/Exotic Tour

В апреле 1998 года Depeche Mode провели пресс-конференцию в отеле Hyatt в Кёльне, где участниками коллектива был анонсирован гастрольный тур под названием The Singles Tour. Он начался 2 сентября 1998 года. Его первая часть проходила в европейских странах, первое выступление состоялось в городе Тарту, Эстония. Во время европейской части The Singles Tour Depeche Mode впервые посетили Россию, концерты прошли 5 сентября в Москве (спортивный комплекс «Олимпийский») и 6 сентября в Санкт-Петербурге (спортивно-концертный комплекс «Петербургский»). Вторая часть тура, начавшаяся 27 октября в Вустере, проходила в городах США и Канады. Также в рамках тура Depeche Mode выступили на рождественском шоу KROQ Almost Acoustic Christmas, во время которого лидер группы The Smashing Pumpkins Билли Корган вместе с Depeche Mode исполнил песню «Never Let Me Down Again». Последнее выступление The Singles Tour прошло 22 декабря 1998 года в Анахайме, Калифорния.
The Singles Tour стал первым концертным туром группы со времён проведения Devotional/Exotic Tour (1993—1994). Помимо этого, тур стал первым для Depeche Mode, в котором не принял участие бывший член группы Алан Уайлдер, покинувший коллектив в 1995 году. В 1997 году, в поддержку своего девятого студийного альбома Ultra, Depeche Mode отыграли лишь два коротких концерта в Лондоне и Лос-Анджелесе, получивших название Ultra Parties. Тогда от масштабного турне музыканты решили отказаться из-за напряжённости, возникшей между участниками группы во время Devotional/Exotic Tour.
Во время The Singles Tour в составе Depeche Mode дебютировали два концертных участника, сопровождающие коллектив по сей день. Это клавишник Петер Гордено и ударник Кристиан Айгнер, который уже играл в составе Depeche Mode в качестве приглашённого музыканта во время Ultra Parties.

### Отзывы критиков и продажи
The Singles 86>98 был положительно воспринят музыкальными обозревателями. Редактор Allmusic Стивен Томас Эрлвин присудил альбому 4.5 звезды из возможных 5. Он написал, что сборник «охватывает как карьерные взлёты, так и падения Depeche Mode». В завершение рецензии Эрлвин добавил: «Вполне возможно, что некоторые случайные слушатели обнаружат, что компиляция слишком „извилистая“ для их музыкального вкуса, но в конечном итоге оказывается наряду с The Singles 81→85, [The Singles 86>98] наверное, на самом деле лучшее, что есть у Depeche Mode». Скетом Хансеном, обозревателем Pitchfork Media, альбом был оценён в 7.5 звёзд из 10. По мнению Хансена, The Singles 86>98 подходит абсолютно всем поклонникам творчества группы, поскольку сборник одновременно объединяет в себе два основных этапа группы — «неоднозначный», когда коллектив попадал под категорию техно, и период, во время которого музыкантами был сделан акцент на «искажённые гитары». Завершая свой обзор, Скет Хансен написал, что сборник подходит для привлечения к музыке Depeche Mode молодого поколения. Низкая оценка была поставлена журналом Entertainment Weekly. Редактор Том Лэнэм охарактеризовал The Singles 86>98 как «нисходящую спираль» музыкальной карьеры Depeche Mode.
В США The Singles 86>98 был продан тиражом более 500 000 экземпляров за первую неделю после релиза и был удостоен платинового статуса. Помимо этого альбом был признан платиновым в Германии и Италии. Также The Singles 86>98 был присвоен статус золотого в Великобритании, Швейцарии, Швеции, Испании, Франции и Польше. Сборник попал в список журнала Blender «500 компакт-дисков, которыми вы должны владеть».

## Список композиций
Все песни написаны Мартином Гором.
| №   | Название                         | Длительность |
| --- | -------------------------------- | ------------ |
| 1.  | «Stripped» (7" Version)          | 3:51         |
| 2.  | «A Question of Lust»             | 4:31         |
| 3.  | «A Question of Time» (Remix)     | 4:00         |
| 4.  | «Strangelove»                    | 3:47         |
| 5.  | «Never Let Me Down Again»        | 4:22         |
| 6.  | «Behind the Wheel» (Remix)       | 4:00         |
| 7.  | «Personal Jesus»                 | 3:46         |
| 8.  | «Enjoy the Silence» (7" Version) | 4:16         |
| 9.  | «Policy of Truth»                | 5:14         |
| 10. | «World in My Eyes» (7" Version)  | 3:57         |

| №   | Название                               | Длительность |
| --- | -------------------------------------- | ------------ |
| 1.  | «I Feel You»                           | 4:35         |
| 2.  | «Walking in My Shoes» (Single version) | 5:02         |
| 3.  | «Condemnation» (Paris Mix)             | 3:23         |
| 4.  | «In Your Room» (Zephyr Mix)            | 4:50         |
| 5.  | «Barrel of a Gun»                      | 5:26         |
| 6.  | «It’s No Good»                         | 5:59         |
| 7.  | «Home»                                 | 5:46         |
| 8.  | «Useless» (Remix)                      | 4:53         |
| 9.  | «Only When I Lose Myself»              | 4:41         |
| 10. | «Little 15»                            | 4:14         |
| 11. | «Everything Counts (Live)»             | 6:38         |

| №  | Название                                 | Длительность |
| -- | ---------------------------------------- | ------------ |
| 1. | «Rush» (Wild Planet Mix)                 | 6:23         |
| 2. | «Enjoy the Silence» (The Quad:Final Mix) | 15:25        |
| 3. | «World in My Eyes» (Safar Mix)           | 8:30         |
| 4. | «Dangerous» (Hazchemix Edit)             | 3:02         |

## Участники записи
Depeche Mode
- Дейв Гаан — вокал, семплер
- Мартин Гор — гитара, клавишные, мелодика в «Everything Counts», бэк-вокал, основной вокал в «A Question of Lust» и «Home»
- Энди Флетчер — клавишные, бас-гитара, программинг, семплер

Другой персонал
- Алан Уайлдер (участник группы с 1982 по 1995 год) — клавишные, фортепиано в «Condemnation», бас-гитара в «Walking in My Shoes», ударные в «I Feel You» и «In Your Room», программинг
- Дэниел Миллер, Флад, Дейв Бэскомби, Гарет Джонс, Тим Сименон — продюсирование
- Алан Молдер, Бутч Виг, Фил Хардинг, Фил Легг, Стив Лайон, Шеп Петтибоун, Марк «Спайк» Стент — ремикширование
- Роланд Браун, Майк Марш — ремастеринг
- Джонатан Кесслер — менеджер
- Марина Чавес, Рик Гуэст, Ли Коллинс, Пи Эй Тейлор, Элани Макинтош — фотографы

## Позиции в чартах и сертификации
| Чарт (1998)             | Высшая позиция |
| ----------------------- | -------------- |
| Ö3 Austria Top 40       | 2              |
| Ultratop ( Фландрия)    | 7              |
| Ultratop ( Валлония)    | 4              |
| Canadian Albums Chart   | 18             |
| Schweizer Hitparade     | 3              |
| Media Control Charts    | 1              |
| PROMUSICAE              | 8              |
| Suomen virallinen lista | 3              |
| SNEP                    | 6              |
| FIMI                    | 3              |
| MegaCharts              | 33             |
| VG-lista                | 9              |
| Sverigetopplistan       | 1              |
| Top Canadian Albums     | 14             |
| UK Albums Chart         | 5              |
| Billboard 200           | 38             |

| Страна            | Сертификация | Продажи, экз. |
| ----------------- | ------------ | ------------- |
| IFPI              | Золотой      | 200 000+      |
| BVMI              | Платиновый   | 200 000+      |
| PROMUSICAE        | Золотой      | 30 000+       |
| SNEP              | 2×Золотой    | 200 000+      |
| FIMI              | Платиновый   | 50 000+       |
| GLF               | Золотой      | 100 000+      |
| ZPAV              | Золотой      | 5000+         |
| BPI               | Золотой      | 100 000+      |
| RIAA              | Платиновый   | 500 000+      |
| Суммарные продажи |              |               |
| IFPI              | Платиновый   | 1 000 000+    |

## История релиза
| Территория           | Дата             | Формат(ы)                             | Лейбл(ы)                                                |
| -------------------- | ---------------- | ------------------------------------- | ------------------------------------------------------- |
| Япония               | 23 сентября 1998 | 2×CD                                  | Mute Records / Toshiba EMI Ltd.                         |
| Европа               | 28 сентября 1998 | 2×CD, 3×LP, компакт-кассета, 3×CD+VHS | Mute Records                                            |
| Россия               | 28 сентября 1998 | 2×CD, компакт-кассета                 | Mute Records / Gala Records                             |
| Бразилия             | 28 сентября 1998 | 2×CD                                  | Roadrunner Records                                      |
| Гонконг              | 28 сентября 1998 | 2×CD                                  | Mute Records                                            |
| Китайская Республика | 28 сентября 1998 | 2×CD                                  | Mute Records / Magic Stone                              |
| ОАЭ                  | 28 сентября 1998 | компакт-кассета                       | Mute Records / ToCo International, Vanilla (U A E) Ltd. |
| Индонезия            | 28 сентября 1998 | компакт-кассета                       | Mute Records / Rock Records                             |
| Республика Корея     | 28 сентября 1998 | 2×CD, компакт-кассета                 | Mute Records / Rock Records                             |
| США                  | 6 октября 1998   | 2×CD, 3×LP, компакт-кассета, 3×CD+VHS | Reprise Records                                         |
| Канада               | 6 октября 1998   | 2×CD, 3×LP, компакт-кассета, 3×CD+VHS | Reprise Records                                         |
| Мексика              | 6 октября 1998   | 2×CD, компакт-кассета                 | Reprise Records                                         |
| Австралия            | 6 октября 1998   | 2×CD, 3×LP, компакт-кассета, 3×CD+VHS | Mushroom Records                                        |
| Филиппины            | 6 октября 1998   | 2×CD, компакт-кассета                 | Mute Records                                            |
| Аргентина            | 6 октября 1998   | 2×CD, компакт-кассета                 | Mute Records / Virgin Records                           |
| Франция              | 1999             | 3×CD                                  | Mute Records                                            |
| США                  | 25 октября 2000  | MiniDisc                              | Mute Records                                            |
| Европа               | 25 октября 2000  | MiniDisc                              | Mute Records                                            |
| Европа               | 15 октября 2001  | 3×CD                                  | Mute Records                                            |
| Мир                  | с 2003 года      | Цифровая дистрибуция                  | Mute Records / Reprise Records / EMI                    |
| Мир                  | 5 октября 2013   | 2×CD                                  | Sony BMG                                                |